# Urashima Tarō (animê)
Urashima Tarō (浦島太郎) é um animê produzido por Seitaro Kitayama em 1918.
Este animê é um adaptação de um clássico conto japonês Urashima Taro, sobre um pescador que viaja ao fundo do mar numa tartaruga.